# Квинитадзе, Иван Семёнович
Иван Семёнович Квинитадзе (1825—1897) — полковник, герой Хивинского похода (1873), Георгиевский кавалер.

## Биография
По одним данным происходил из дворян Тифлисской губернии, по другим — из граждан города Тифлиса. Родился 1 (13) февраля 1825 года и получил домашнее воспитание. В службу вступил волонтёром в Дагестанскую милицию 1 января 1839 года. За участие в Ахульгинской экспедиции получил 22 августа 1839 года первую боевую награду серебряную медаль. Затем он участвовал в рядах Аварской милиции в ряде экспедиций и дел против горцев и за отличие в делах в 1844 году получил серебряную медаль на шею за храбрость; за 1847 год получил золотую медаль за храбрость на шею; за 1848 год — знак отличия военного ордена и единовременно 60 руб. серебром; был награждён чином прапорщика милиции. В этих экспедициях Квинитадзе был то переводчиком и проводником по тропам, то лазутчиком и разведчиком; в течение 4 месяцев в 1850 году находился в плену. 
Занимал должность переводчика в сформированном Дагестанском конно-иррегулярном полку и за отличие в делах с горцами в 1852 году он получил орден Св. Анны 4-й степени с надписью «за храбрость» и в 1854 году чин подпоручика милиции, в 1855 — чин сотника. В 1857 году награждён орденом Св. Станислава 3-й степени с мечами и бантом, в марте 1859 года — чин есаула и орден Св. Анны 3-й степени с мечами и бантом. В 1861 году он получил золотую шашку, в 1863 году— орден Св. Станислава 2-й степени с мечами.
В майоры он был произведён 10 мая 1864 года, в подполковники — 26 февраля 1869 года. Участвовал в Закаспийских экспедициях и за боевые отличия получил орден Св. Станислава 2-й степени с императорской короной, орден Св. Георгия 4-й степени (3 ноября 1873), орден Св. Анны 2-й степени с мечами. 
Приказом от 22 января 1877 года И. С. Квинитадзе был назначен командующим формируемым 2-м Дагестанским конно-иррегулярным полком и утверждён в этой должности Высочайшим приказом 19 мая; с полком он участвовал в военных действиях на Кавказе и за боевые отличия получил чин полковника, а также орден Св. Владимира 3-й степени с мечами и Высочайшее благоволение. 
С 8 сентября 1881года Квинитадзе проживал в Тифлисе (Сапёрная улица, 33), где и скончался в 1897 году. Был похоронен на Кукийском кладбище.